# 默基特希臘禮天主教會
默基特希臘禮天主教會（阿拉伯语：كنيسة الروم الملكيين الكاثوليك）為一種使用混合了黎凡特等地中海東岸以及希臘文化的拜占庭禮禮儀的天主教會，是與教宗完全共融的東儀天主教會。其淵源可以追朔到宗徒伯多祿在安提約基亞建立的基督徒團體。領袖為
默基特希臘禮安提約基雅宗主教若瑟·阿布斯。
默基特禮教會以敘利亞、黎巴嫩為核心分布在中東地區以及埃及，此外亦有在海外建立團體。現今的全球默基特禮天主教徒約有一百六十萬人。

## 名稱
默基特源自於敘利亞語和阿拉伯語的國王一詞「 ملكي‎」，源自於迦克敦大公會議後反對會議結果的人士對於忠於會議者的稱呼，因為後者服膺由君士坦丁堡的拜占庭皇帝所召開的會議。時至今日這個稱呼卻被遍布在安提約基亞、耶路撒冷以及亞歷山大港這三個宗主教傳統上的管轄區的東方禮天主教徒用來稱呼自己。

## 歷史
默基特希臘禮天主教會的歷史最早可以追朔到由宗徒伯多祿在安提約基亞建立的基督徒團體，據聖經新約宗徒大事錄所載此地也是耶穌的信徒們首度以基督徒一詞自稱的所在。在羅馬帝國承認基督教為國教後，有五位宗主教掌握極大的影響力，而其中的安提約基亞、耶路撒冷以及亞歷山大港宗主教的管轄區與默基特禮教會有著歷史上的聯繫。

### 迦克墩大公會議的影響
在451年舉辦的迦克墩大公會議以及先前的以弗所大公會議導致了東方正統教會和聶斯脫里派教會的分離，這種現象在安提約基亞、耶路撒冷以及亞歷山大港等三位宗主教所管轄的地區特別明顯。其中，使用敘利亞以及阿拉伯文的反迦克墩人士以當地語言稱呼支持大公會議結果的教會派系為皇帝黨，在音譯後就成了默基特這個詞。時至今日默基特也成為此東儀天主教會對自己的稱呼。

### 阿拉伯語以及文化的影響
安提約基亞地區受到了阿拉伯人佔領後，很快的當地基督徒社群的禮儀語言也受到其影響，像是開始採用阿拉伯文作為禮儀語言。
形成了希臘與阿拉伯文化混合的拜占庭禮儀變體。此特色也保留在今日的安提約基亞正教會以及默基特禮天主教中。

### 與羅馬天主教的互動
17世紀時，隨著耶穌會、嘉布遣會以及加爾默羅會等天主教傳教修會在鄂圖曼帝國的活動，部分安提約基亞牧首轄下的正教會神職人員以及信眾開始與天主教產生互動，也開始有部分成員與天主教交好。 
最後，由於大馬士革以及阿勒頗兩個安提約基亞地區的都市的對立，也造成親天主教與反天主教陣營間的勢力消長。

### 濟利祿六世當選後的發展
1724年，安提約基亞牧首亞他那修三世過世，大馬士革的親天主教人士選出了瑟拉芬·塔那斯（Seraphim Tanas），是為濟利祿六世。然而因為濟利祿六世的親西方立場，他的就位遭到大量的反對。最後，當時的君士坦丁堡普世牧首耶利米亞三世否決了濟利祿六世的當選，另外支持了西維斯特作為新一任的安提約基亞牧首。
1729年，時任教宗本篤十三世承認了濟利祿六世的宗主教身分，自此濟利祿六世與他的支持者們正式與安提約基亞正教會分離並且成為了採用拜占庭禮的東儀天主教會，默基特禮就此成立。
當時的安提約基亞正教會由於鄂圖曼帝國的米利特制度，因而從屬在君士坦丁牧首的管轄下。然而，從中分離的默基特希臘禮天主教會則獨自發展，並在1835年，時任宗主教馬希姆斯三世獲得帝國的承認，成為了默基特基督徒的米利特管理者。1838年，教宗國瑞十六世更贈與馬希姆斯三世亞歷山大港以及耶路撒冷兩個宗主教頭銜，使之成為默基特希臘禮天主教會安提約基亞及全東方、亞歷山大港以及耶路撒冷宗主教，並傳承至今。

### 在第一次梵蒂岡大公會議的參與
1847年，教宗庇護九世在耶路撒冷重建了拉丁禮耶路撒冷宗主教教區，並任命若瑟·瓦拉迦為宗主教。在他的影響下耶路撒冷的拉丁禮天主教徒快速增加，甚至對東方禮教會造成壓力。時任默基特禮宗主教克雷芒·巴浩夫在此趨勢下，在1857年試圖以拉丁禮教會使用的國瑞曆取代包含默基特禮在內許多東儀教會使用的儒略曆作為新的禮儀曆法。然而，此舉卻招惹默基特禮教會內大量的反對，最後甚至造成部分不滿的主教在東方正教會莫斯科牧首的支持下與默基特禮天主教會分離的情況。雖然，此分裂很快就因為缺少跟隨者而結束，但是這些衝突也讓巴浩夫分別在1858年8月，以及1864年兩度引咎辭職。最後，默基特禮的主教會議在1864年9月選出了國瑞·尤賽夫為繼承者，是為國瑞二世，讓此事件落幕。
1869年12月8日，庇護九世召開了第一次梵蒂岡大公會議．國瑞二世宗主教也是與會教長之一。在會議期間討論到了支持宗座無誤論的《永遠司祭》憲章（拉丁語：Pastor Aeternus），包含國瑞二世在內的多位與會者以離開羅馬做為表達反對的立場。然而在會議因戰事終止後，教廷就會議結果派遣使者徵詢國瑞二世的意見時，國瑞二世以援引佛羅倫斯大公會議中對於東方教會宗主教的權力的保障為前提下同意了會議結果。
雖然，此舉造成默基特希臘禮天主教會與羅馬教廷間的矛盾。然而，在隨後上任的教宗利奧十三世與國瑞二世的協調下，雙方關係有了改善。教廷承認了默基特禮安提阿宗主教對其轄下的自主權，以及對於鄂圖曼帝國內的默基特禮天主教的直屬管理權。

### 第二次梵蒂岡大公會議
1962年10月11日，教宗若望二十三世召開了第二次梵蒂岡大公會議，時任默基特禮安提約基亞宗主教馬希姆斯四世參與其中。並且，在第三會期中討論《東方公教會》法令的草案時，為了東儀天主教的宗主教們的權益作出發言，提醒大公會議宗主教權在教會史上曾有的獨特地位，以及教宗本身也是羅馬宗主教的事實。並鼓勵東儀教會不需過度的拉丁禮化。
另外默基特禮的主教會議更表示，若是有朝一日東西教會重歸於一，默基特禮教會應當尊重歷史而歸入安提約基亞牧首的轄下，為此1995年時默基特禮天主教也與正教會安提約基亞牧首聖統成立雙邊對話團體，以弭平雙方自1724年開始的分裂。